# Elmar Faber
Elmar Faber (* 1. April 1934 in Deesbach; † 3. Dezember 2017 in Leipzig) war ein deutscher Lektor und Verleger. Von 1983 bis 1992 war er Verleger des Ost-Berliner Aufbau-Verlages. 1990 gründete er zusammen mit seinem Sohn Michael Faber den Verlag Faber & Faber.

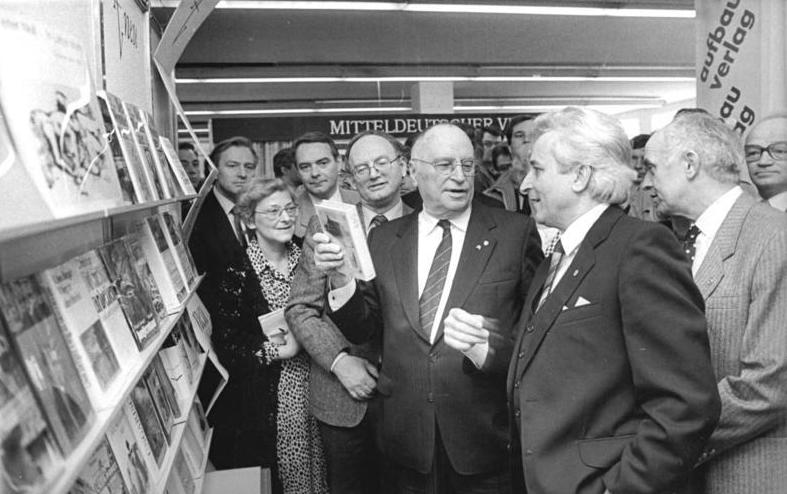
Elmar Faber (vorn) auf der Leipziger Frühjahrs-Buchmesse 1987

## Leben
Nach dem Abitur in Jena studierte Elmar Faber von 1954 bis 1959 bei Ernst Bloch, Theodor Frings und Hans Mayer an der Universität Leipzig Germanistik. Im Jahr 1956 trat er der SED bei. Im Anschluss war er als Redakteur, später als Chefredakteur der Wissenschaftlichen Zeitschrift der Karl-Marx-Universität Leipzig tätig. 1968 wechselte er als Lektor an das Bibliographische Institut Leipzig, wo er auch als Verlagsassistent arbeitete.
Von 1975 bis 1992 stand Faber dann an der Spitze mehrerer großer ostdeutscher Verlagshäuser. Ab 1975 war er Verleger der Edition Leipzig, von 1983 bis 1992 Verleger des Aufbau-Verlages sowie von Rütten & Loening. 1985, nur einen Tag, nachdem ihm der SED-Kulturchef Hager persönlich das Herausbringen von Christoph Heins Roman „Horns Ende“ untersagt hatte, lieferte er das Buch, das er längst hatte drucken lassen, an den Buchhandel aus, wo es einen weiteren Tag später schon vergriffen war.
Nach der friedlichen Revolution in der DDR wurde er 1990 Mitglied der PDS und gründete im September des gleichen Jahres in Berlin mit seinem Sohn Michael den Verlag Faber & Faber, mit dem er 1995 nach Leipzig übersiedelte – ein „Zeichen gegen die Ausblutung des ehedem wichtigsten deutschen Verlagsstandorts“. Der Verlag stellte seine Arbeit 2011 ein und Faber beendete damit auch seine aktive verlegerische Tätigkeit.

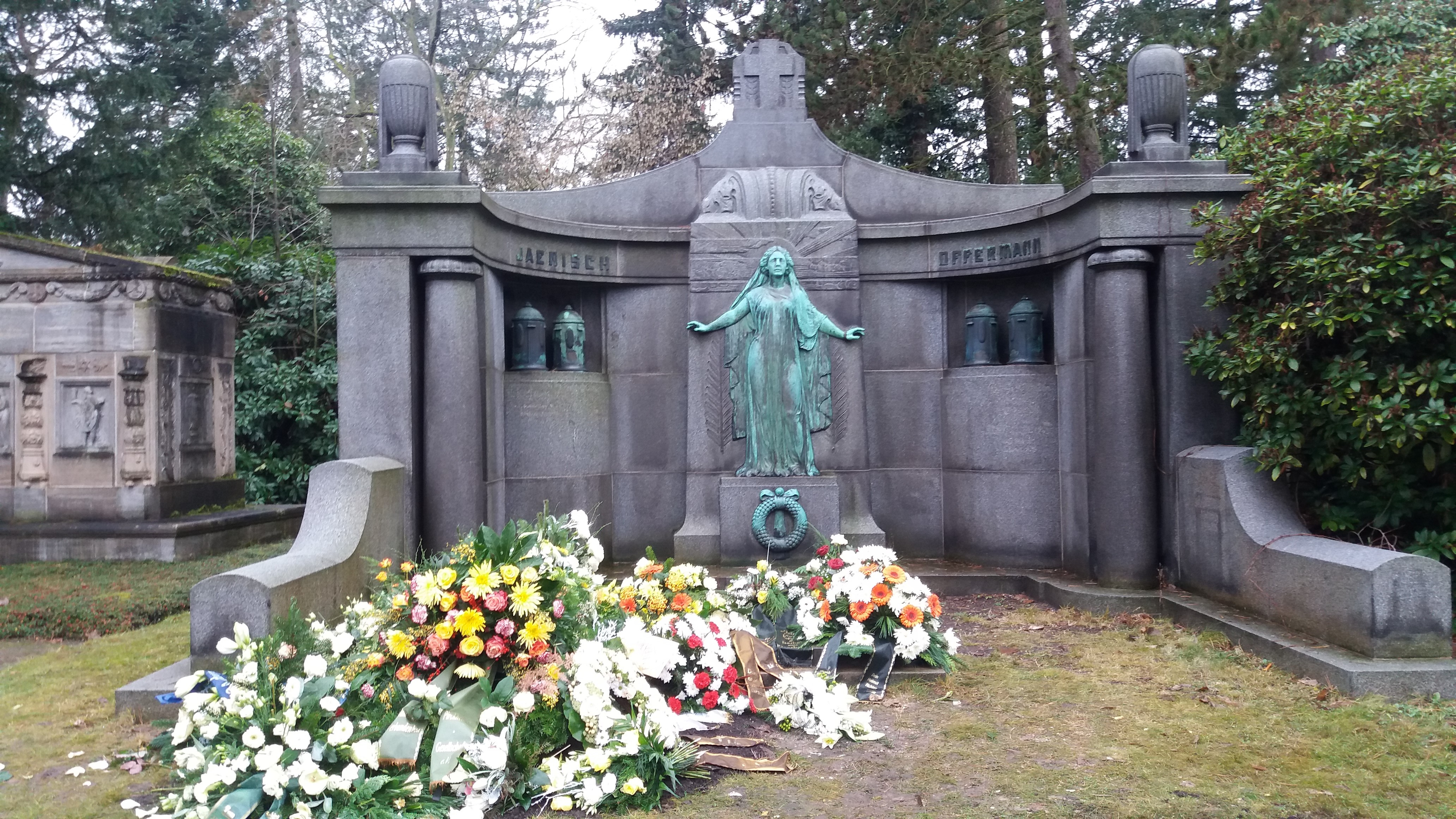
Grabstätte Elmar Faber

Die Beerdigung erfolgte am 19. Dezember 2017 auf dem Leipziger Südfriedhof. Die Trauerrede hielt Christoph Hein.

## Mitgliedschaften
Faber war von 1976 bis 1990 Vorsitzender des Verlegerausschusses des Börsenvereins der Deutschen Buchhändler zu Leipzig. Er war auch langjähriges Vorstandsmitglied der Pirckheimer-Gesellschaft für Buchkunst und Bibliophilie.

## Auszeichnungen
- 2007: Bundesverdienstkreuz 1. Klasse

## Schriften
- Die Allmacht des Geldes und die Zukunft der Phantasie. Faber & Faber, Leipzig 2003, ISBN 3-936618-19-4.
- Nürnberger Pakete. Erzählungen. Das Neue Berlin, Berlin 2009, ISBN 978-3-360-01962-2.
- Verloren im Paradies. Ein Verlegerleben. Aufbau, Berlin 2014, ISBN 978-3-351-03572-3.
- mit Carsten Wurm (Hrsg.): Bühne auf! Die Erstlingswerke deutscher Autoren des 20. Jahrhunderts; ein bebildertes Lexikon. Faber & Faber, Leipzig 2012, ISBN 978-3-86730-124-4.
- Christoph Hein/Elmar Faber: Ich habe einen Anschlag auf Sie vor Der Briefwechsel, hrsg. von Michael Faber. Faber & Faber, Leipzig 2019.